# کری‌زاغه
کری‌زاغه، روستایی از توابع بخش دینور شهرستان صحنه در استان کرمانشاه ایران است. و یکی از قدیمی ترین روستاهای پایروند کرمانشاه.

## جمعیت
این روستا در دهستان کندوله قرار دارد و براساس سرشماری مرکز آمار ایران در سال ۱۳۸۵، جمعیت آن ۲۸۹ نفر (۵۳خانوار) بوده‌است.